# East Riding of Yorkshire
East Riding of Yorkshire é um distrito com status de autoridade unitária e um condado cerimonial da Inglaterra. A autoridade de East Riding é o maior distrito e maior autoridade unitária na Inglaterra por área (2409 km²); por população é o segundo maior distrito não-metropolitano (unitário ou não) na Inglaterra, atrás de Bristol.
Como condado cerimonial, tem fronteiras com o North Yorkshire, South Yorkshire e Lincolnshire, e inclui a cidade de Kingston upon Hull, o qual é uma autoridade unitária distinta. Como distrito tem limites com North East Lincolnshire (além do estuário Humber), North Lincolnshire (além do Humber ou por terra), Hull, Doncaster, Selby, York, Ryedale, e Scarborough.
A lema do distrito e Tradition and Progress (inglês: Tradição e progreso).

## História
O nome vem do histórico East Riding of Yorkshire (um dos três ridings com o Riding Norte e o Riding Oeste), que também constituiu um condado cerimonial e administrativo até 1974. De 1974 até 1996, a área do East Riding of Yorkshire constituiu a parte norte de Humberside.